# Ada I. Pastore
 Ada I. Pastore (San Luis, 1906 - Buenos Aires, 1952) fue una botánica, curadora, profesora y exploradora argentina. Era doctora en Ciencias Biológicas. Desarrolló actividades académicas en el "Instituto de Botánica", del Instituto de Botánica Darwinion (IBODA) y del CONICET.
Formó parte de una admirable serie de discípulos talentosos del botánico Lorenzo R. Parodi, y también de Arturo Erhardo Burkart.
Era hermana del Dr. Franco A. Pastore, un maestro en las ciencias de la mineralogía, geología, y petrografía, ese era el ambiente de preferencias intelectuales que la nutrieron en su hogar.
Obtuvo su título de maestra normal, y rindió equivalencias para el bachillerato. Así ingresó en la Facultad de Ciencias Físico-naturales de la Universidad de Buenos Aires, y allí se doctoró. Volvió a su ciudad, donde ocupó la cátedra de química en la Escuela Normal de Maestros. Después fue a Buenos Aires, continuando en la docencia media dictando cátedras de botánica en los Colegios de Avellaneda y Bernardino Rivadavia.

## Algunas publicaciones
- lorenzo r. Parodi, ada i. Pastore. 1952. Dos nuevas especies de Gramíneas del género Melica de la Argentina. Darwiniana

- charles joseph Chamberlain, ada i. Pastore. 1942. Elementos de botánica. Editor Kapelusz 7 Cía. 381 pp.

- lorenzo r. Parodi, ada i. Pastore. 1939. Géneros de plantas cultivadas representados en la flora indígena de la República Argentina. Physis 18: 255-268

- -------------------------, -------------------. 1939. Psammophytes argentines qui peuvent être employées pour fixer les dunes. Rev. Bot. Appl. 19 (214): 389-395. París

- ada i. Pastore. 1936. Las Isoetáceas argentinas. Nº 1 de Revista del Museo de La Plata: Sección botánica. Editor Universidad Nacional de La Plata, 30 pp.

- ------------------. 1935. Estudio microscópico del almidón de plantas alimenticias aborígenes. Rev. Argent. Agron. 2: 78-85

### Disertaciones
- Cfr. Germán Avé Lallemant, disertación de la Dra. Ada I. Pastore. En: Boletín del Centro Puntano, Buenos Aires, IX y X de 1947, Nº 33, pp. 36-42

## Honores
Miembro de
- Federación Argentina de Mujeres Universitarias - FAMU
- Sociedad Argentina de Botánica

Directora
- Boletín de la Sociedad Argentina de Horticultura

### Eponimia
Especies
- (Fabaceae) Lathyrus pastorei (Burkart) Rossow[2]

- (Oxalidaceae) Oxalis pastorei Hicken[3]
- La abreviatura «Pastore» se emplea para indicar a Ada I. Pastore como autoridad en la descripción y clasificación científica de los vegetales.[4]